# Nevado Cololo
Nevado Cololo är ett berg i Bolivia.   Det ligger i departementet La Paz, i den nordvästra delen av landet, 600 km nordväst om huvudstaden Sucre. Toppen på Nevado Cololo är 5 607 meter över havet, eller 177 meter över den omgivande terrängen. Bredden vid basen är 1,2 km.
Terrängen runt Nevado Cololo är bergig åt nordost, men åt sydväst är den kuperad. Trakten runt Nevado Cololo är nära nog obefolkad, med mindre än två invånare per kvadratkilometer.. Närmaste större samhälle är Pelechuco, 10,0 km norr om Nevado Cololo. 
Trakten runt Nevado Cololo består i huvudsak av gräsmarker.